# Lake Almanor West (Kalifornija)
Lake Almanor West je naseljeno područje za statističke svrhe u američkoj saveznoj državi Kalifornija. Prema popisu stanovništva iz 2010. u njemu je živjelo 270 stanovnika.